# Dombóvár
Dombóvár  este un oraș în districtul Dombóvár, județul Tolna, Ungaria, având o populație de 19.193 de locuitori (2011). 

## Demografie
Componența etnică a orașului Dombóvár
     Maghiari (93,79%)
     Germani (3,05%)
     Romi (2,08%)
     Necunoscut (0,39%)
     Alții (0,7%)
Componența confesională a orașului Dombóvár
     Romano-catolici (52,96%)
     Fără religie (14,59%)
     Reformați (3,32%)
     Luterani (2,07%)
     Atei (1,12%)
     Necunoscută (25,78%)
     Alte religii (1,35%)
Conform recensământului din 2011, orașul Dombóvár avea 19.193 de locuitori. Din punct de vedere etnic, majoritatea locuitorilor (93,79%) erau maghiari, existând și minorități de germani (3,05%) și romi (2,08%). Apartenența etnică nu este cunoscută în cazul a 0,39% din locuitori.  Din punct de vedere confesional, majoritatea locuitorilor (52,96%) erau romano-catolici, existând și minorități de persoane fără religie (14,59%), reformați (3,32%), luterani (2,07%) și atei (1,12%). Pentru 25,78% din locuitori nu este cunoscută apartenența confesională.

## Personalități născute aici
- Gyula Aggházy⁠(d) (1850 - 1919), pictor.